# Jacinthe Taillon
Jacinthe Taillon, född den 1 januari 1977 i Saint-Eustache i Québec, är en kanadensisk konstsimmare.
Hon tog OS-brons i lagtävlingen i konstsim i samband med de olympiska konstsimstävlingarna 2000 i Sydney.